# David Apolskis
David Apolskis, dit  « l'Acrobate » (« Tweener »  en VO), est un personnage fictif de la série télévisée Prison Break joué par Lane Garrison. Il apparaît pour la première fois dans le neuvième épisode de la première saison.

## Biographie de fiction
David Apolskis est né et a grandi à Boston, Massachusetts. Durant son adolescence, ses grandes mains lui ont permis d'obtenir une place privilégiée au sein de l'équipe de football du collège. À l'école secondaire, ses capacités furent jugées insuffisantes pour entamer une carrière et il trouva alors une meilleure utilisation pour son talent : le pickpocket. Il est devenu très doué, dérobant plus de 200 portefeuilles et 150 montres entre ses 14 et 19 ans. En effet, on peut voir dans un épisode de la saison 1, Tweener aide Michael en volant une montre à un gardien de prison.
Cependant, lorsqu'il essaya de voler le portefeuille d'un agent de police en congé, il fut immédiatement appréhendé. Les autorités découvrirent alors dans son appartement à Boston une collection de cartes de baseball de valeur, qu'il avait volée au père d'un ami. Il pensait que c'était une collection ordinaire. En réalité, elle comprenait une carte très rare Honus Wagner T206, valant trois cent mille dollars. En raison de la valeur de la carte, il a été poursuivi pour vol qualifié et condamné à cinq ans de prison à Fox River.

### Vie en prison
Dès son arrivée à Fox River, il est la cible d'un harcèlement sexuel impitoyable de la part de T-Bag jusqu'à ce que Michael Scofield intervienne en sa faveur et interdise au dangereux criminel de s'en prendre au jeune homme. Après s'être rendu compte que le gardien Roy Geary lui avait volé des effets personnels, Michael demande à Tweener d'utiliser ses talents de pickpocket pour récupérer avec succès sa montre en or. 
Leur amitié tourne court lorsque Michael refuse qu'il intègre l'équipe de l'industrie pénitentiaire (PI). Le capitaine Bellick réussit à lui faire peur et le contraint à devenir son informateur. 
Cependant, Tweener n'arrive pas à obtenir des informations intéressantes aux yeux de Bellick; celui-ci, furieux, décide de le transférer de la cellule qu'il partageait avec Charles Westmoreland à celle d'un grand détenu surnommé Avocado qui va le violer. Pris au piège, malheureux, le jeune détenu se rend compte qu'il ne peut espérer aucune aide. Michael refuse de tuer Avocado, même si Tweener lui rappelle que tous ses ennuis viennent du service qu'il lui a rendu. Dans un moment de désespoir, Tweener coupe les testicules de son tortionnaire grâce à une lame de rasoir qu'il avait préalablement cachée. 
Avocado affirme que c'était un accident pour qu'une fois sorti de l'hôpital, il puisse régler lui-même le compte de Tweener. Se sentant coupable, Michael décide de lui révéler son plan d'évasion et de l'intégrer dans l'équipe. Mais Tweener préfère dévoiler ces informations à Bellick en échange d'un changement de cellule et d'autres avantages. Celui-ci découvre le trou dans la salle des gardiens et est mis temporairement hors d'état de nuire par Charles Westmoreland. Michael comprend que Tweener l'a trahi et le lui fait savoir. Cependant il lui permet tout de même de s'évader avec les autres membres de l'équipe et ne le dénonce pas auprès des autres. À l'extérieur de la prison, Michael refuse que Tweener continue à les suivre, il estime avoir payé sa dette mais ne lui pardonne pas sa trahison. Désormais tout seul, Tweener réussit à éviter les forces de l'ordre en se cachant in extremis dans un camion transportant des chevaux.

### Après l'évasion
À Saint-Louis dans le Missouri, Tweener se rase le crâne pour éviter d'être identifié. Il vole le portefeuille d'un homme et tente d'acheter un billet d'autocar en direction de l'Utah, il apprend qu'aucun car n'est disponible avant le lendemain. Nerveux, il préfère se sauver après avoir remarqué le regard soupçonneux d'un passager lisant un journal où les photos des Huit de Fox River apparaissent en Une. 
Vêtu du sweat-shirt de l'université de Saint Louis, il se rend sur le campus pour regarder les annonces des étudiants. Il découvre ainsi qu'une certaine Debra Jean cherche un compagnon de voyage pour se rendre en Utah et ainsi partager les frais. Ravi, Tweener prend contact avec elle et prétend qu'il doit récupérer un héritage à la suite de la mort de son grand-père. Debra Jean semble soupçonneuse, mais elle accepte de faire le voyage avec lui.
Pendant leur voyage, Tweener se montre très nerveux ce qui ne cesse d'intriguer Debra Jean. Les deux jeunes gens ont font une halte à Gunnison, dans le Colorado, puis ils s'arrêtent pour se reposer dans un motel à Mack (Colorado). Debra Jean lui révèle qu'il lui plaît beaucoup, ils passent alors la nuit ensemble. Au matin, ils sont réveillés par des coups frappés contre la porte. Le policier sur le seuil indique à Debra Jean que Tweener est en réalité un fugitif. Elle ment au policier en ne dénonçant pas la présence de Tweener dans la chambre. Elle refuse d'entendre les explications du jeune fugitif mais accepte de lui prêter sa voiture à condition qu'elle puisse la récupérer plus tard.
Tweener réussit finalement à atteindre la ville de Toele en Utah où il retrouve très rapidement T-Bag qui le contraint à l'aider à trouver l'argent caché de Westmoreland. Tweener tente d'acheter du matériel pour creuser, mais il est assailli par le propriétaire du magasin qui l'a reconnu en tant que membre des "huit de Fox River". Michael et Lincoln arrivent à temps pour le sauver. Les trois hommes rencontrent T-Bag pour terminer la recherche. Sa présence étant inutile, Tweener est enfermé dans le coffre de la voiture, tandis que les autres fugitifs partent repérer l'emplacement du ranch KK. Tweener est par la suite libéré pour aider à creuser dans le sous-sol d'une maison. Michael insiste sur le fait qu'il doive retourner en ville pour faire le plein d'essence. Mais, entre-temps l'agent Mahone s'étant renseigné sur l'argent de Westmoreland est arrivé à Tooele et il réussit à capturer Tweener. Mahone décide d'utiliser Tweener pour trouver les autres évadés. Il lui rappelle que T-Bag est un dangereux sadique et assassin et qu'en cas de coopération, son évasion pourrait ne pas lui être automatiquement préjudiciable. Tweener semble accepter ce marché et part en voiture avec les agents fédéraux en direction d'une maison. 
Cependant, Tweener n'a pas voulu réitérer une nouvelle trahison et la maison s'avère être celle de Debra Jean à qui il fait de sincères excuses. Il lui demande de lui écrire en prison car il l'apprécie beaucoup. Fou de rage, Mahone récupère Tweener, fier de ne pas avoir dénoncé les autres fugitifs, et décide de le transporter seul dans sa voiture. Après s'être garé près d'une route isolée, Mahone avoue au jeune fugitif qu'il a assassiné Oscar Shales, avant d'abattre Tweener de sang-froid. Il essuie son revolver et le glisse dans la main de Tweener pour mettre en scène une lutte.
C'est le deuxième des huit évadés de Fox River à voir sa cavale prendre fin, après John Abruzzi.

## Post-mortem
Dans le premier épisode de la troisième saison, on voit un flashback de la mort de Tweener. Mahone, alors emprisonné à Sona, éprouve des remords sur ses actes et en particulier pour les meurtres de Tweener et Haywire. Il reste à penser que Tweener sera évoqué et réapparaîtra sous forme de flash-back dans d'autres épisodes comme il l'a été pour Haywire alors que Mahone était en manque de ses pilules. 
Apparition: 
-Prison Break saison 1: 
Épisode 9: Un homme hors du commun 
Épisode 11: Un de trop 
Épisode 12: Rédemption 
Épisode 14: Comme un rat 
Épisode 18: Poker menteur 
Épisode 19: La clé 
Épisode 20: Sans retour 
Épisode 21: Le grand soir 
Épisode 22: Les fugitifs 
-Prison Break saison 2: 
Épisode 1: Chase à l’homme 
Épisode 2: Otis 
Épisode 5: Plan 1213
Épisode 6: L’eau se ressert 
Épisode 7: Les confessions 
Épisode 9: Le duel (mentionné) 
Épisode 15: Le message (photo) 
Épisode 16: La fin du voyage (photo) 
Épisode 18: Dernière chance (photo) 
Épisode 19: Le chantage (photo)
Épisode 20: Panama (mentionné) 
Épisode 22: Sona (mentionné) 
-Prison Break saison 3: 
Épisode 4: Chacun pour soi 
-Prison Break saison 4: 
Épisode 15: Les apparences sont trompeuses (mentionné) 

## Surnoms
Lors de son arrivée à Fox River, ignorant la tension raciale au sein de Fox River, il tente de se faire des amis parmi les blancs et les noirs sans distinction. Mais les deux communautés le rejettent et T-Bag le surnomme alors Tweener. Ce mot n'a pas de traduction précise en français, mais il est utilisé aux États-Unis pour parler d'un joueur (Basketball) qui est capable de jouer plus de deux positions.". En version française, il est appelé L'acrobate, en rappel avec son surnom américain. 
Le cousin de Fernando Sucre, Manche Sanchez, le décrit comme étant un Vanilla Ice kid. Il fait allusion à son attitude de wigger (contraction des mots white et nigger). C'est un mot d'argot américain définissant une personne de couleur blanche qui utilise les manières, la mode, les stéréotypes d'afro-américains.